# Endosymbióza

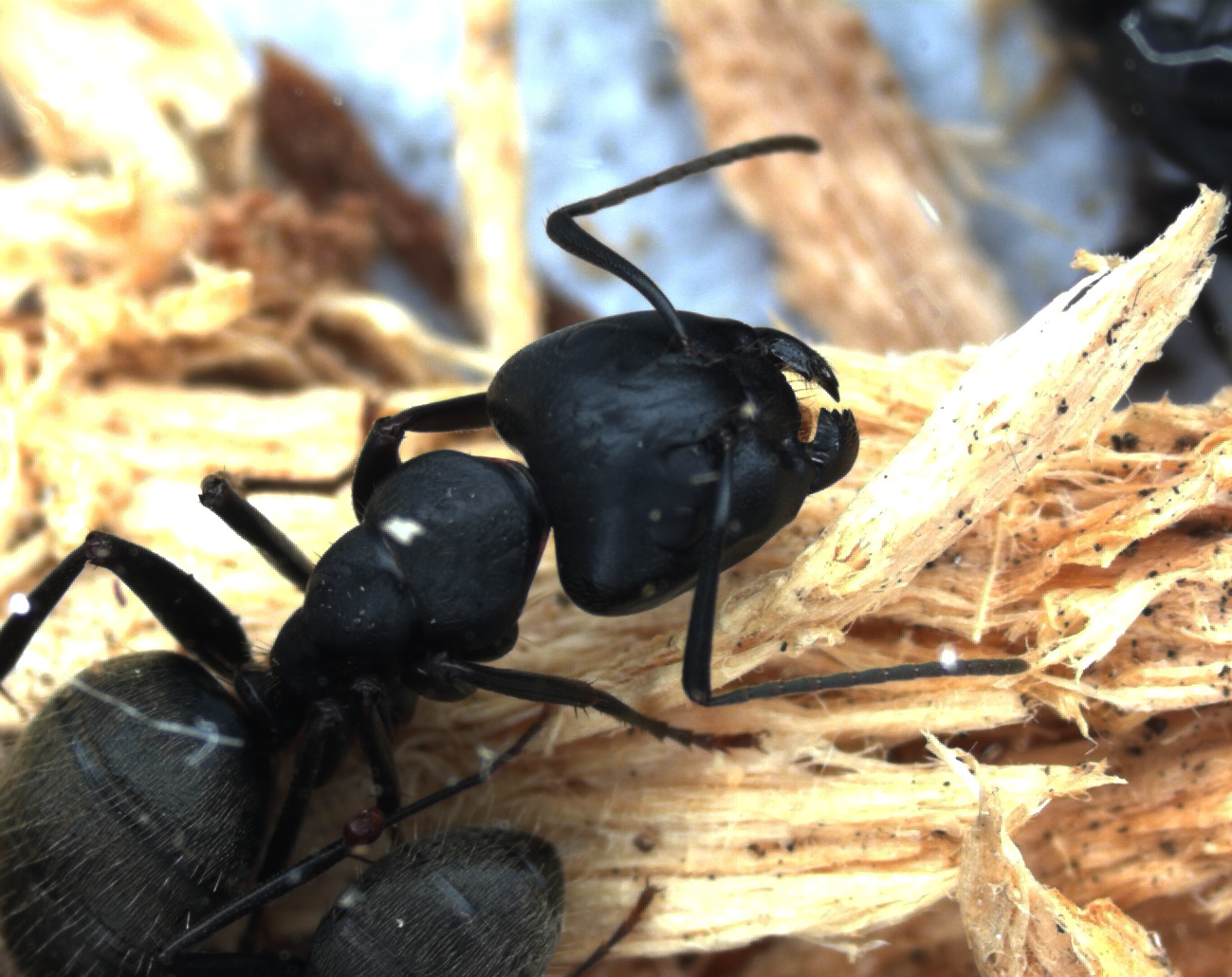
Mravenec druhu Camponotus pennsylvanicus, který má uvnitř svého těla bakterie rodu Blochmannia a Wolbachia. Ty mu pravděpodobně pomáhají trávit potravu

Endosymbióza je symbióza (soužití) dvou druhů organismů, z nichž jeden žije uvnitř těla toho druhého, a to buď v tělesných dutinách nebo v mezibuněčném prostoru (extracelulární endosymbióza), nebo přímo v buňkách hostitele (intracelulární endosymbióza). Někteří autoři označením endosymbióza míní pouze endosymbiózu extracelulární, zatímco symbiózu intracelulární označují termínem endocytobióza, dříve též jen cytobióza.
Termín endosymbióza pochází z řeckých slov endo (vnitřní), sym (společně) a biosis (žití). Příkladem jsou hlízkové bakterie, které fixují dusík (např. Rhizobium) a žijí v kořenech luštěnin. Podobně určité jednobuněčné řasy (tzv. zooxanthely) žijí v korálech a některé bakterie pomáhají trávit potravu např. hmyzu včetně termitů. Další bakterie jako např. enterobakterie Sodalis pomáhají hmyzu syntetizovat vitamíny.  Bakterie Wolbachia aktivně ovlivňuje produkci potomků hmyzu. 
Někdy je endosymbióza obligátní (tzn. nemůže bez ní žít ani endosymbiont, ani hostitel), jako jsou hlubokomořští červi z rodu Riftia, které nemají střevo a potravu získávají od jejich endosymbiotických bakterií. 
Někdy endosymbióza může hostiteli nebo endosymbiontovi být na obtíž (viz články symbióza a parazitismus). 

## Endosymbiotický původ buněčných organel
Všeobecně se má za to, že určité organely eukaryotické buňky, a to hlavně mitochondrie a plastidy (např. chloroplasty), se vyvinuly z bakteriálních endosymbiontů. Tato teorie, kterou rozvinula a popularizovala hlavně Lynn Margulis, se nazývá endosymbiotická teorie.